# Cleorina costata
Cleorina costata là một loài bọ cánh cứng trong họ Chrysomelidae. Loài này được Medvedev & Eroshkina miêu tả khoa học năm 1983.